# Cultivateur (outil)
Pour les articles homonymes, voir Cultivateur.

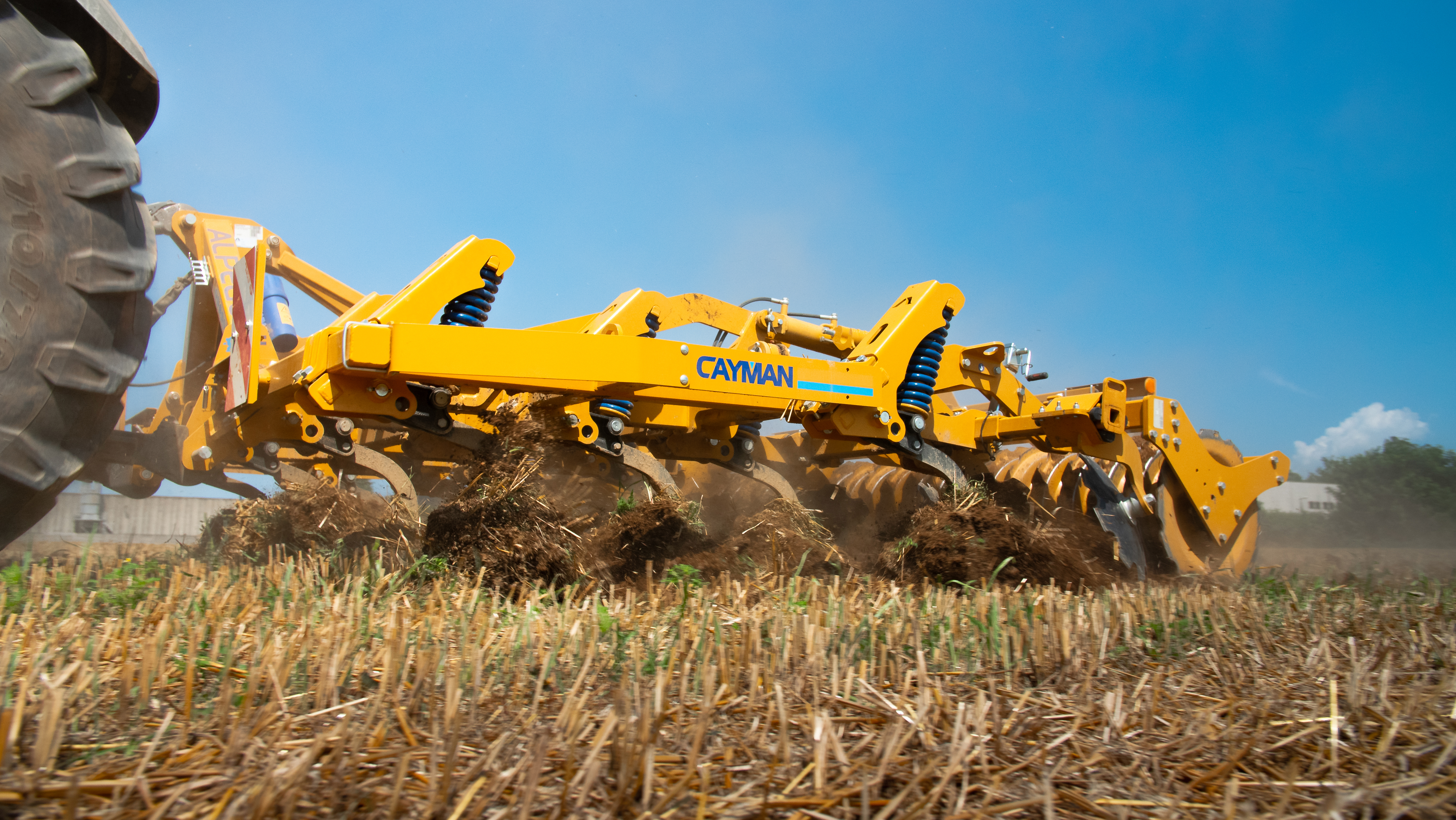
Cultivateur lourd à dents et disques.

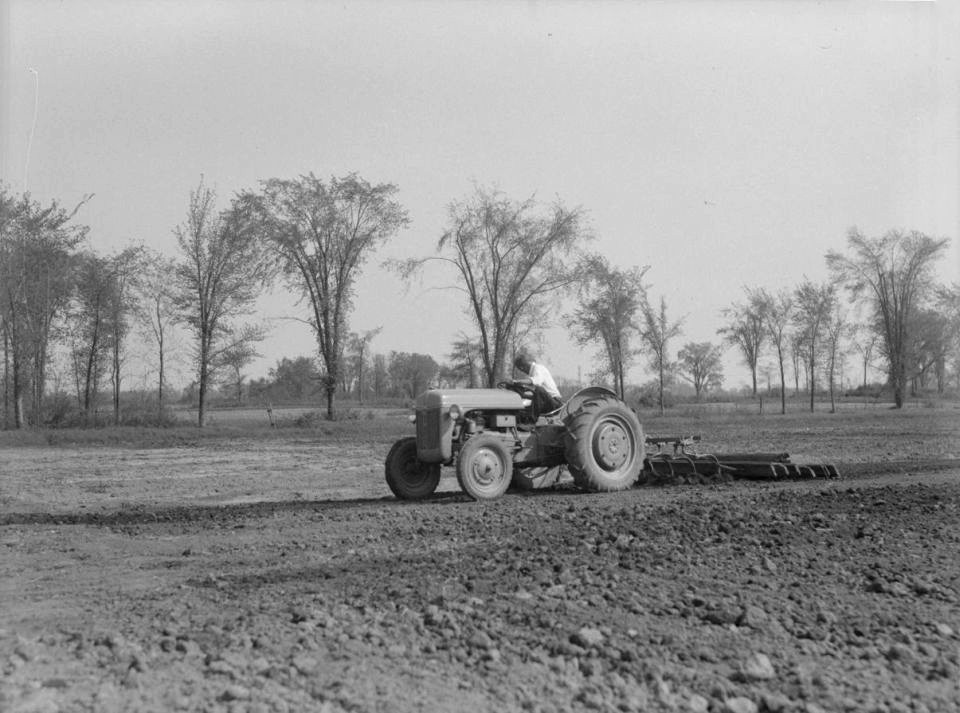
Cultivateur tiré par un tracteur à Montréal en 1943

Un cultivateur est un instrument aratoire muni de dents adaptées à différents travaux de préparation du sol, comme la préparation des lits de semence ou le déchaumage. 
L'un des plus connus est le cultivateur canadien, dont les dents sont écartées de 25 cm et munies d'un étançon (la pièce qui fixe chaque dent au bâti) flexible.
Certains modèles peuvent être utilisés pour le binage en adaptant l'écartement des dents à la culture à traiter lorsqu'il s'agit de cultures en lignes écartées.
C'est un outil de base en agriculture ; il peut être combiné avec d'autres instruments, tels que herse et rouleau. Il se décline en de nombreuses versions.

## Classification en fonction du type de dents
- Les cultivateurs lourds à dents flexibles ou semi-rigides (placées sur étançons à ressorts) assez polyvalents

- Les cultivateurs lourds à dents rigides ou chisels

Longtemps utilisés en pseudo-labour, ils sont maintenant utilisés en déchaumage et en reprise profonde de labour.
- Les cultivateurs légers à dents souples, canadiens ou vibroculteurs sont des appareils de reprise de labour et de préparation du lit de semence. Ils travaillent à la demi profondeur de la couche labourée. On disait aussi autrefois « bineuse » pour tous les cultivateurs légers (car soit leur largeur permettait le passage entre les rangs de plantation, soit les dents pouvaient être disposées de façon à biner les cultures en ligne, ce qui était primordial avant les herbicides) mais le terme est devenu obsolète dans ce sens général.

- Les cultivateurs rotatifs à dents tournantes recourbées (rotavators) ou droites (rototillers, cultirotors)

## Classification en fonction du travail à réaliser
- Travail profond : décompacteur,

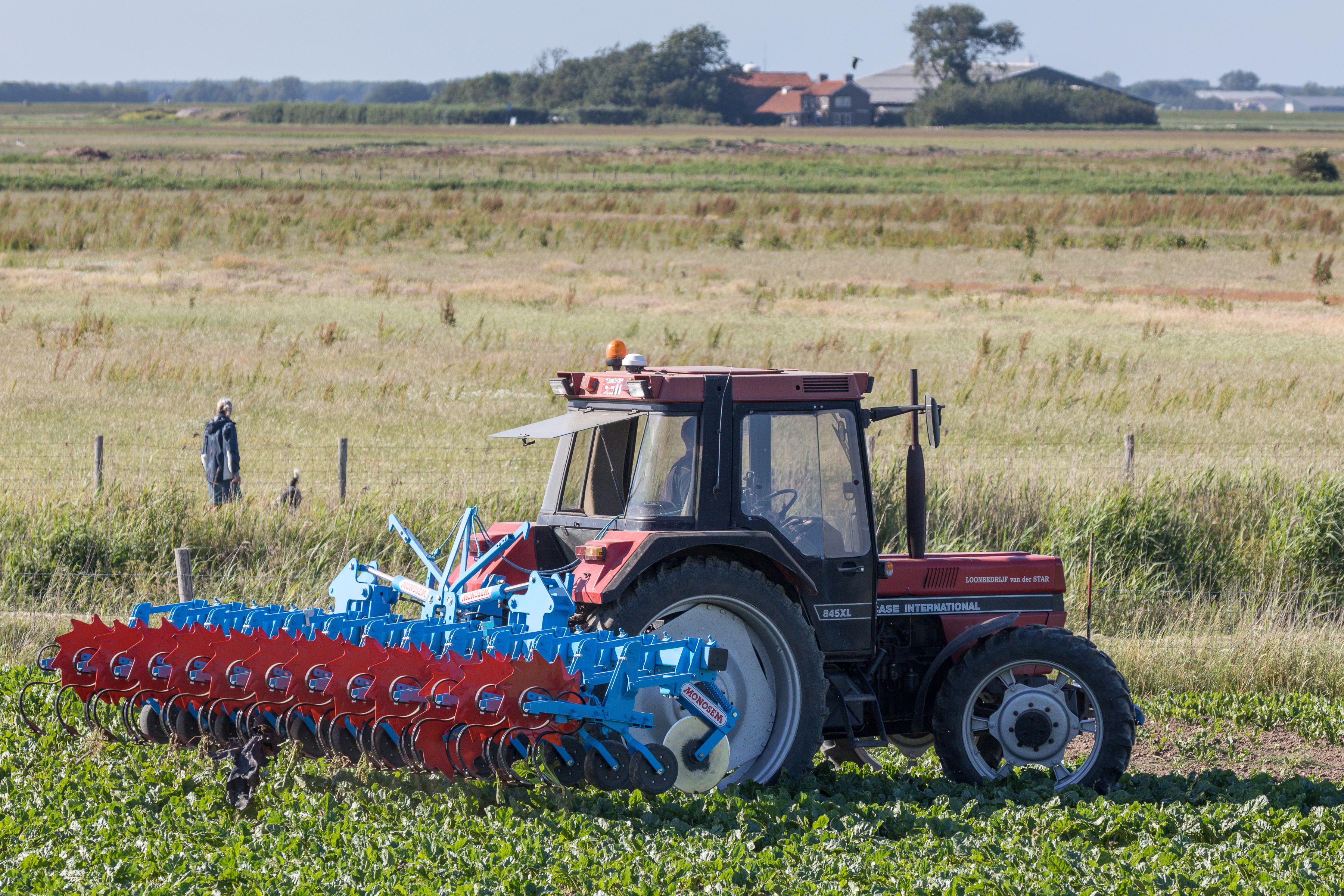
Bineuse moderne Monosem constituée principalement d'une barre vibroculteur. Elle peut être guidée automatiquement pour respecter les rangs de culture.

- Préparation du lit de semence : cultivateur, vibroculteur,

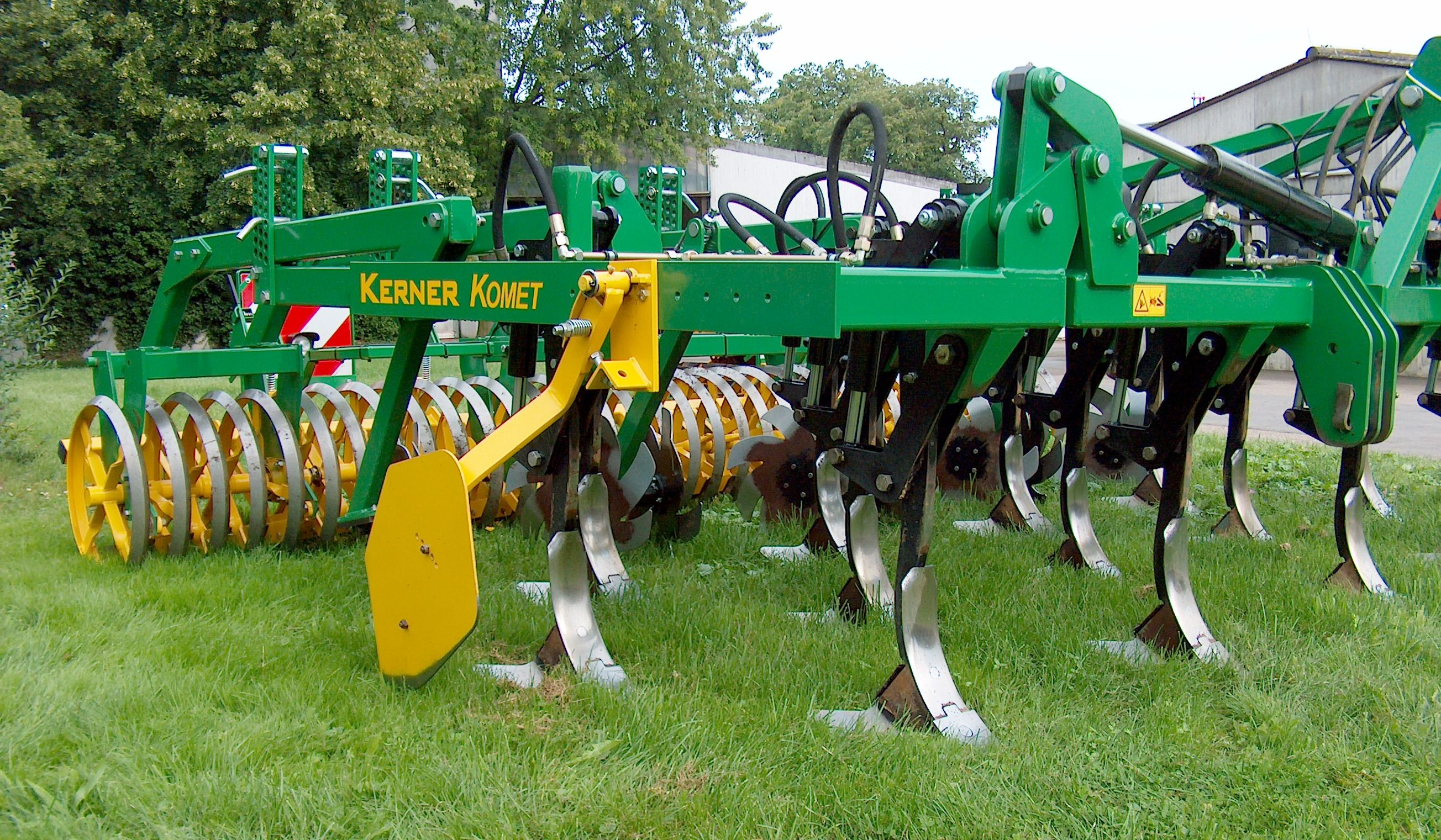
Extirpateur avec dents à socs droits et ailettes.

- Extirpateur avec dents à socs droits et ailettes.Destruction d'adventices difficiles (chiendents, liserons, oseilles …) : extirpateur, scalpeur ; ils sont équipés de socs larges,
- Aération du sol, régénération des prairies et pelouses : scarificateur à dents droites, socs éventuellement en forme de couteau,

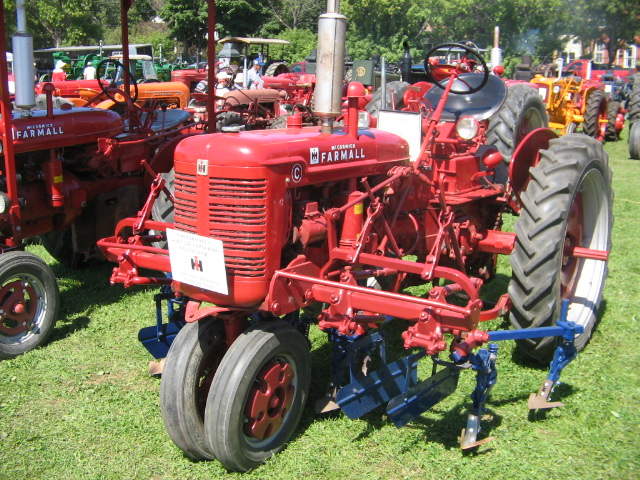
Le cultivator de Farmall : un Farmall C (18,5 ch) avec une vue excellente sur le travail de binage de deux rangs ; ensemble de 1949.

- Le cultivator de Farmall : un Farmall C (18,5 ch) avec une vue excellente sur le travail de binage de deux rangs ; ensemble de 1949.Binage : les dents doivent être disposées de façon à laisser des espaces non travaillés sur les rangs de culture : bineuse[2].

Le très populaire Farmall C (ainsi que le John Deere 420) avec bineuse était justement appelé « cultivator ». Les roues avant jumelées (parfois une seule roue) en position centrale dégageaient la vue vers l'avant, la voie arrière à roues étroites était facilement réglable pour s'adapter à toutes les cultures en lignes espacées et la garde au sol était importante. Ces tracteurs adaptés au travail des cultures en ligne étaient aussi appelés « rowcrop » (Row crop (en)). Leur importance s'estompa avec la diffusion des traitements chimiques.

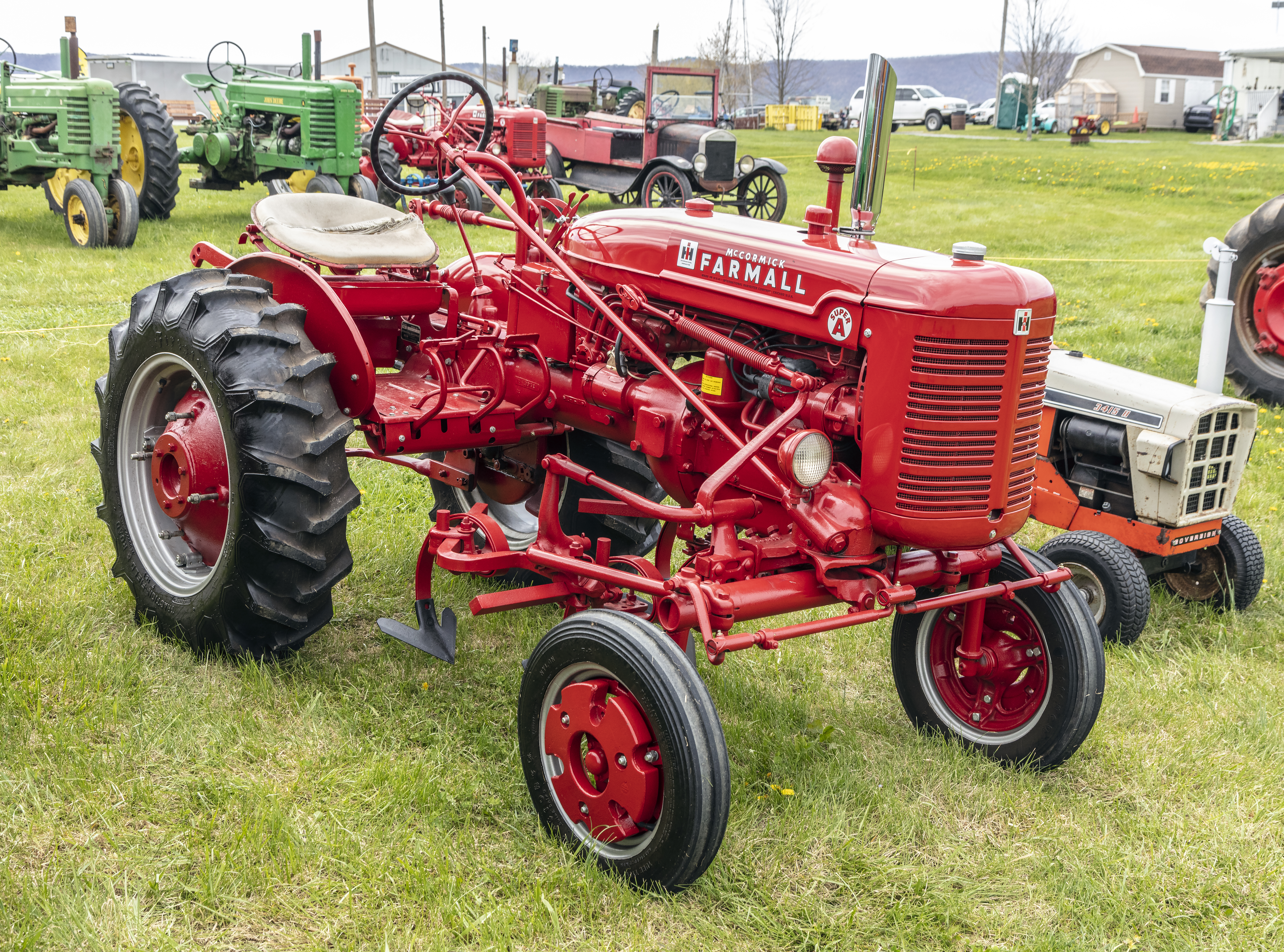
Bineuse un rang sur Farmall Super A (17,8 ch). La vue sur le travail est optimisée par le décalage de l'axe du groupe motopropulseur de 48 cm à gauche du volant (système « cultivision » également présent sur le Farmall Cub (9 ch).

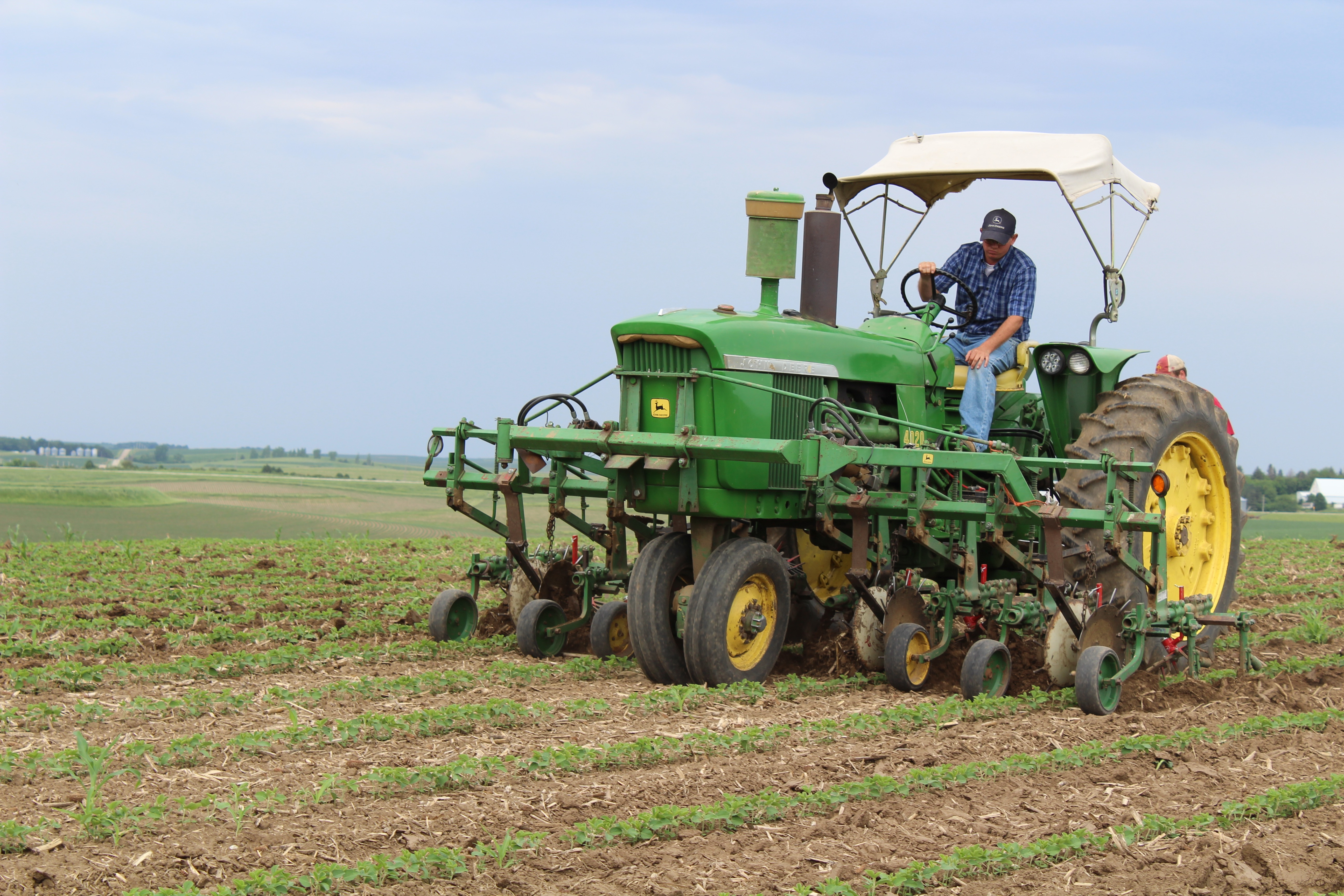
John Deere 4020 (106 ch) « rowcrop » : binage de quatre rangs ; années 1960..

- Déchaumage : déchaumeuse à dents